# エルネスト・ルグヴェ岩礁
エルネスト・ルグヴェ岩礁（エルネスト・ルグヴェがんしょう、英語: Ernest Logouve Reef, Ernest Logouve Rock）は、南太平洋、ニュージーランドとトゥアモトゥ諸島（フランス領）の間に存在したとされる島。疑存島のひとつ。
エルネスト・ルグヴェ岩礁が初めて報告されたのは1902年のことで、フランスの船・エルネスト＝ルグヴェ号（フランス語: Ernest‑Legouvé）の船長（名前不詳）によって報告されている。この報告では、岩礁は長さ約100メートルで近傍に別の岩礁も確認されたとしている。そして、この岩礁は『Paris Notice to Mariners』の164/1122/1902に記載され、1957年2月9日には国際水路局（国際水路機関の前身）によって、南緯35度12分0秒 西経150度40分0秒 / 南緯35.20000度 西経150.66667度に存在していると推測された。1982年と1983年になって周辺海域の探索が行われたものの、岩礁は発見されず、疑存島であると考えられるようになった。それにもかかわらず、2005年の『National Geographic Atlas of the World』において、エルネスト・ルグヴェ岩礁が記載されている。
また、エルネスト・ルグヴェ岩礁の近傍には、ワチュセット礁 (英語: Wachusett Reef)、ジュピター礁 (英語: Jupiter Reef, Jupiter Breakers)、マリア・テレサ礁 (英語: Maria Theresa Reef)（タボル島 (フランス語: Île Tabor）、タボル礁 (フランス語: Récif Tabor)とも）といった存在しない島・礁が複数報告されていた。